# Ткач Дмитро Іванович
Дмитро Іванович Ткач (нар. 22 грудня 1950, Турійськ, Волинська область, Українська РСР, СРСР) — український дипломат. Надзвичайний і Повноважний Посол України.

## Біографія
Народився 22 грудня 1950 року в Турійську на Волині.
У 1972 закінчив Рубіжанську філію Харківського політехнічного інституту, Вища партійна школа при ЦК КП України (1976), Дипломатична академія МЗС СРСР (1989), Кандидат історичних наук. Доцент. Доктор політичних наук, професор філософії і політології.
Володіє іноземними мовами: російською, угорською.
З 1966 по 1967 — токар Лисичанського содового заводу.
З 1967 по 1970 — кресляр, технік-конструктор Лисичанського заводу гумових технічних виробів.
З 1970 по 1972 — секретар комітету комсомолу Сєверодонецького філіалу дослідно-конструкторського бюро автоматики.
З 1972 по 1973 — служба в збройних силах.
З 1973 по 1974 — секретар комітету комсомолу Лисичанського заводу гумових виробів.
З 1974 по 1976 — слухач Вищої партійної школи при ЦК Компартії України.
З 1976 по 1977 — інструктор Ворошиловградського обкому ЛКСМ України.
З 1977 по 1979 — перший секретар Свердловського райкому ЛКСМ України.
З 1979 по 1982 — другий, перший секретар Ворошиловградського обкому ЛКСМ України
З 1982 по 1986 — секретар Центрального комітету ЛКСМ України.
З 1986 по 1989 — слухач Дипломатичної академії МЗС СРСР.
З 1989 по 1992 — перший секретар, радник Посольства СРСР в Угорській Республіці.
З 02.1992 по 05.1992 — тимчасово повірений у справах України в Угорщині.
З 05.1992 по 12.1997 — надзвичайний і Повноважний Посол України в Угорській Республіці.
З 03.1993 по 12.1997 — надзвичайний і Повноважний Посол України в Республіці Словенія за сумісництвом, представник України в Дунайській комісії.
З 07.1998 по 07.2000 — заступник Міністра закордонних справ України.
З 2000 по 2004 — проректор Міжрегіональної Академії Управління Персоналом з міжнародних зв'язків.
З 2004 по 2005 — професор кафедри міжнародної інформації Університету економіки та права «Крок».
З 2005 по 2006 — спеціальний представник України з питань Придністровського врегулювання.
З 14.02.2006 по 2010 рік - надзвичайний та повноважний посол України в Угорщині.
Кандидат у народні депутати від партії «Сила і честь» на парламентських виборах 2019 року, № 37 у списку. Проректор, завідувач кафедри міжнародних відносин та журналістики Університету «КРОК».

## Нагороди
- орден «За заслуги» ІІ ступеня,
- Орден «За заслуги» III ступеня;
- Почесна грамота Кабінету Міністрів України;
- Орден Угорської Республіки «Срібний хрест ІІ ступеня»,
- Орден Єврокомісії «За особистий внесок в об'єднання Європи»